# Загородній Анатолій Григорович
Загородній Анатолій Григорович  — 22 листопада 1951 року, кандидат економічних наук, професор, академік Академії економічних наук України, завідувач кафедри обліку та аналізу.

## Біографія
Народився 22 листопада 1951 року в с. Глушківці на Хмельниччині в селянській родині. Закінчивши вісім класів Свіршковецької восьмирічної школи Чемеровецького району Хмельницької області, в 1966 р. вступив до
Кам'янець-Подільського технікуму харчової промисловості, щоб здобути кваліфікацію техніка-технолога.
1970—1972 рр. — служба в армії.
Закінчив Кам'янець-Подільський технікум харчової промисловості (1970 р.), Львівський політехнічний інститут (1979 р.), інженер-економіст, диплом з відзнакою, аспірантуру Московського інституту управління (1987 р.). Захистив дисертацію на здобуття наукового ступеня кандидата економічних наук на тему «Обґрунтування планових завдань з продуктивності праці та собівартості при виконанні реконструктивних робіт» під час навчання в аспірантурі (1987 р.)
З 1979 р. трудова діяльність Анатолія Григоровича пов'язана з Львівська політехнікою — асистент, доцент, начальник навчально-методичного управління, завідувач кафедрою, проректор з науково-педагогічної роботи.

## Наукова діяльність
Сфера наукових інтересів — фінансово-економічні взаємини суб'єктів підприємництва з контрагентами (особисто вирішені проблеми — врахування асиметрії інформації та пов'язаних з нею чинників ризику при оцінці договорів між суб'єктами підприємництва та їхніми контрагентами), упорядкування фінансово-економічної термінології.
 Найвідоміші монографії:
1. «Планування та організація оновлення основних засобів на засадах лізингу» (в співавторстві) — запропонована концепція оновлення основних засобів автопідприємства на умовах оперативного та фінансового лізингу з урахуванням рівня ризику та сезонності у здійсненні перевезень, розроблено оптимізаційну модель формування автомобільного парку автопідприємства на умовах оперативного та фінансового лізингу за наявності сезонних коливань в обсягах автоперевезень та модель відбору найпривабливішого варіанту лізингової угоди, яка забезпечує найвищу ефективність проекту оновлення основних засобів у реальних умовах, що склалися на ринку лізингових послуг;
2. «Розміщення продуктивних сил (теорія, методи, практика)» (в співавторстві) — досліджено зміст проблеми розміщення продуктивних сил та обґрунтовано підходи до її правильного розв'язання, економічні переваги та чинники протидії концентрації виробництва, роль транспорту та земельних ресурсів при розміщенні продуктивних сил.

Підготував вісьмох кандидатів наук. Опублікував близько 500 наукових праць, в тому числі понад 30 монографій, підручників, навчальних посібників, термінологічних словників.
Голова науково-методичної ради, член Вченої ради Львівської політехніки [Архівовано 6 грудня 2014 у Wayback Machine.], делегат конференції працівників університету, член президії науково-методичної комісії МОН України з економіки та підприємництва, член редакційної колегії наукового вісника «Менеджмент та підприємництво в Україні» [Архівовано 6 грудня 2014 у Wayback Machine.] та редакційної ради журналу «Податкове планування».

## Нагороди та відзнаки
1. 2001 р. — нагрудний знак «Відмінник освіти України»
2. 2002 р. — премія імені Івана Огієнка в галузі освіти за створення першого україномовного «Фінансового словника»
3. 2004 р. — Грамота Верховної Ради України
4. 2005 р. — Почесна Грамота Львівської обласної державної адміністрації
5. 2005 р. — Грамота Федерації професійних бухгалтерів та аудиторів України
6. 2006 р. — Медаль «15 років Збройним Силам України»
7. 2007 р. — Медаль «За сприяння Збройним Силам України»
8. Грамота Міністерства оборони України
9. 2007 р. — Нагрудний знак МОН України «Петро Могила»
10. Грамота Спілки аудиторів України
11. Грамоти МОН України [Архівовано 8 травня 2015 у Wayback Machine.], почесні дипломи Міжнародних виставок «Освіта в Україні»
12. Почесний професор Львівської політехніки (2021)[1].

## Основні наукові праці
1. Загородній А. Г. «Ефективність капітальних вкладень і економіка будівельного виробництва при реконструкції й технічному переозброєнні діючих підприємств».  — К.: НМКВО при Мінвузі УРСР, 1990.  — 60 с.
2. Загородній А. Г. Павлішкевський І. В. «Бізнес-план / Планування підприємницьких проектів».  — Львів: ІНВТ «Політекс», 1993.  — 40 с.
3. Загородній А. Г. Вознюк Г. Л. «Словник–довідник з підприємництва та економіки будівництва».  — Львів: Вид-во Держ. ун-ту «Львівська політехніка», 1994.  — 296 с.
4. Загородній А. Г. «Джерела інформації економічного аналізу в будівництві».  — К.: ІСДО, 1994.  — 72 с.
5. Дубодєлова А. В. Загородній А. Г., Хом'як Р. Л. «Організація, бухгалтерський облік та оподаткування підприємницької діяльності».  — Львів: Вид-во Держ. ун-ту «Львівська політехніка», 1995.  — 204 с.
6. Загородній А. Г. Процик С. І. «Економічний аналіз виробничо-господарської діяльності будівельно-монтажних організацій».  — К.: ІСДО, 1995.  — 256 с.
7. Загородній А. Г. Стадницький Ю. І. «Економічне обґрунтування вибору оптимальних технологічних рішень в будівництві».  — Львів: «Львівська політехніка», 1995.  — 104 с.
8. Загородній А. Г., Вознюк Г. Л., Смовженко Т. С. «Фінансовий словник»  — Львів, 1997; Київ, 2000
9. Загородній А. Г., Вознюк Г. Л., Серевко М. Й. «Податки, збори, обов'язкові платежі: термінологічний словник».  — Львів: Вид-во Держ. ун-ту «Львівська політехніка», 1998.  — 84 с.
10. Загородній А. Г., Вознюк Г. Л., Перетяжко А. І. «Страхування: термінологічний словник».  — Львів: Вид-во Держ. ун-ту «Львівська політехніка», 1998.  — 77 с.
11. Загородній А. Г. Стадницький Ю. І. «Менеджмент реальних інвестицій»: Навч. посіб.  — К.: Т-во «Знання», КОО, 2000.  — 209 с.
12. Загородній А. Г., Вознюк Г. Л. «Цінні папери. Фондовий ринок: Термінологічний словник». Вид. 2-е, виправлене та доповнене.  — Львів: БаК, 2000.  — 168 с.
13. Загородній А. Г., Вознюк Г. Л. «Гроші. Валюта. Валютні цінності: Термінологічний словник».  — Львів: БаК, 2000.  — 184 с.
14. Загородній А. Г., Сліпушко О. М., Вознюк Г. Л., Смовженко Т. С. «Словник банківських термінів» (Банківська справа: Термінологічний словник). К.: Видавництва «Аконіт», 2000.  — 605 с.
15. «Енциклопедія банківської справи України» (Редкол.: В. С. Стельмах (голова) та ін.)  — К. Молодь, Ін Юре, 2001.  — 680 с.
16. Загородній А. Г., Вознюк Г. Л., Смовженко Т. С. «Фінансовий словник» (4-тє вид. випр. та доп.)  — К.: Т-во «Знання», КОО; Львів; Вид-во Львів. банківського ін-ту НБУ, 2002.  — 566 с.
17. Загородній А. Г., Вознюк Г. Л. «Страхування: термінологічний словник».  — Львів: Вид-во «Бескид Біт», 2002.  — 104 с.
18. Загородній А. Г., Вознюк Г. Л., Партин Г. О. «Облік і аудит: термінологічний словник». — Львів «Центр Європи», 2002.  — 671 с.